# Адальберт Баудісс
Адальберт (Войцех) Марія Баудісс Т. І. (пол. Wojciech Maria Baudiss; 14 квітня 1842, Бояни, Буковина — 25 квітня 1926, Стара Весь) — польський церковний діяч, римо-католицький священик, єзуїт, педагог. Упродовж 1884—1902 років брав участь у проведені Добромильської реформи василіян.

## Життєпис
Адальберт (Войцех) Марія Баудісс народився 14 квітня 1842 року в с. Бояни на Буковині, у сім'ї Євгена Баудісса і Терези з родини Ланґерів. Родина його походила зі Швеції, однак в домі панував німецький дух і традиції. Батько був військовим старшиною, тому сім'я часто змінювала місце проживання.
Початкову освіту здобув у Львові в школі єзуїтів. 12 вересня 1856 року розпочав новіціят у Баумґартенберзі (Австрія), а завершив у Старій Весі (у 1858 році там був заснований новіціят для єзуїтів Галичини). У 1858—1864 роках вивчав риторику і філософію у Старій Весі, після чого в 1864—1869 роках відбував педагогічну практику в Тернопільській єзуїтській колегії, працюючи там вихователем молоді і учителем історії, грецької, латинської, французької й німецької мов. Потім навчався на богословському факультеті Краківської колегії отців єзуїтів (1869—1873), а 10 вересня 1871 року єпископ Антоній Галецький висвятив Баудісса на священика.
У 1873—1884 роках о. Адальберт Баудісс працював у колегії єзуїтів у Старій Весі, де викладав риторику і був соцієм (помічником) магістра новіціяту о. Генрика Яцковського. Викладав гуманітарні дисципліни, був префектом схоластиків і магістром новіціяту (1876—1882), духівником клириків, професором риторики і префектом колегії (1882—1884).

### Реформа василіян
18 років — найдовше з усіх 47 єзуїтів, які брали участь у проведенні Добромильської реформи, присвятив о. Баудісс відновленню чернечого життя у василіянських монастирях Галицької провінції. Найперше він вивчив українську мову (на відміну від о. Каспера Щепковського, який так і не зумів її добре опанувати), настільки, що міг вільно нею розмовляти, листуватися, проводити лекції, проповідувати і сповідати. Таким вчинком о. Адальберт Баудісс здобув собі велику симпатію і прихильність серед василіянської молоді та професорів. Вивчив граматику церковнослов'янської мови і греко-католицький обряд, на який навіть думав перейти.
У 1884—1889 роках працював помічником магістра, викладачем латини, греки, німецької мови та риторики в Добромильському монастирі. У 1886 році (з березня до липня) у зв'язку з епідемією тифу в Добромильському монастирі, через яку померли кілька студентів-василіян, змушений був разом зі студентами виїхати до Львівського монастиря святого Онуфрія, де в цей період був настоятелем. 1889—1892 роки провів у Лаврівському монастирі, виконуючи уряди настоятеля та економа, обов'язки префекта студій, викладача етики, риторики і німецької мови. У 1892 році, після завершення організації навчального процесу в Лаврові, отець Баудісс вдруге повернувся у Добромильський новіціят, де викладав риторику, німецьку мову та загальну історію, був префектом студій. У 1893 році перебрав обов'язки настоятеля монастиря замість о. Каспера Щепковського. У 1896—1902 роках був магістром новіціяту, консультором провінціала, економом монастиря, викладав грецьку мову і приймав іспити в студентів філософії і богослов'я. Серед багатьох василіян, яких екзаменував, був, між іншим, і його вихованець з Добромильського новіціяту — Андрей Шептицький. Упродовж півтора року (1895—1896) о. Баудісс допомагав отцеві Андреєві Шептицькому, який був магістром новіціяту, а потім посів його місце. Попрощався з василіянами в серпні 1902 року.

### Останні роки
Після завершення своєї праці в Добромилі отримав скерування у Хирівську колегію отців єзуїтів, де був інструктором третьої пробації і викладачем української мови. Потім виїхав у Ясси (тепер Румунія), щоб там працювати ректором семінарії отців єзуїтів (1905—1906). Водночас викладав догматичне богослов'я і етику, був духівником монахинь і проповідником, опікувався місцевими мирянськими релігійними організаціями.
З 28 жовтня 1906 до 15 липня 1908 року був провінціалом Галицької провінції Товариства Ісуса, а потім працював у Тернопільській колегії на посаді інструктора третьої пробації і духівника (1908—1909). Через рік повернувся у Хирівську колегію до своїх попередніх обов'язків (1909—1915). Останні роки життя провів у колегії в Старій Весі, де викладав французьку мову і був духівником новиків і монахинь латинського згромадження Сестер Служебниць.
Помер 25 квітня 1926 року в Старій Весі. 22 листопада 1971 року в Римі розпочато беатифікаційний процес для зарахування Слуги Божого о. Адальберта Баудісса до лику блаженних.